# 소비에트 대백과사전

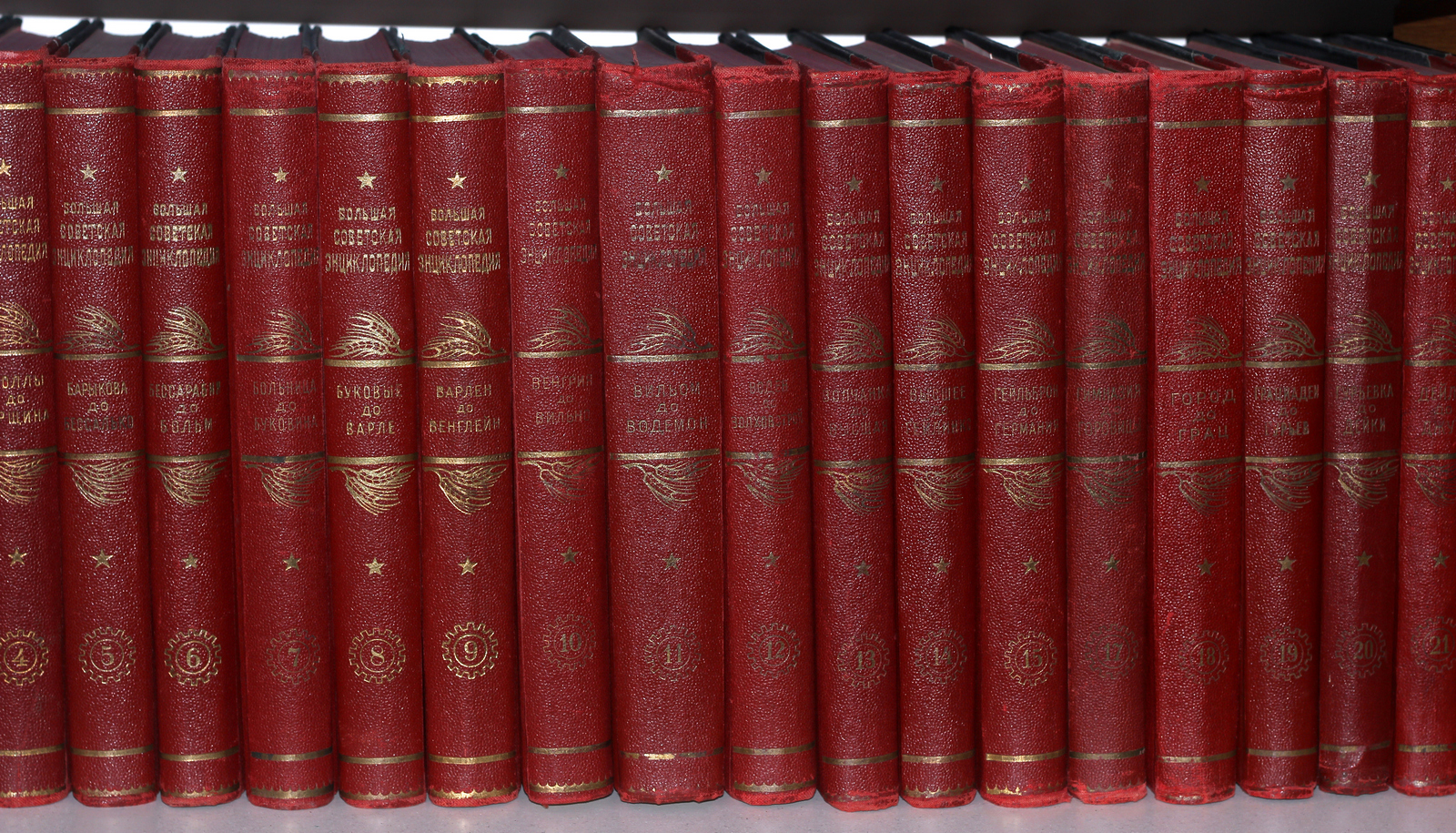
1927년 초판본.

소비에트 대백과사전(러시아어: Большая советская энциклопедия)은 소련의 백과사전이다.
1925년 소련 정부의 결정으로 모스크바의 국립 소비에트 대백과사전 출판사에서 초판을 발행하기 시작해 1947년 65,000항목을 수록한 백과사전 49권과 소비에트 연방 총설 한권, 보유편 한권으로 모두 51권을 출판했다. 1950년부터 1958년까지 펴낸 2판은 65권에 100,000항목을 수록했다. 마지막 3판은 1969년부터 1978년까지 펴냈으며 30권에 100,000항목을 수록했고 낱말 수는 5000만여개에 이른다.

## 읽어보기
- 러시아 대백과사전 온라인 - 러시아어